# Klein Wittensee

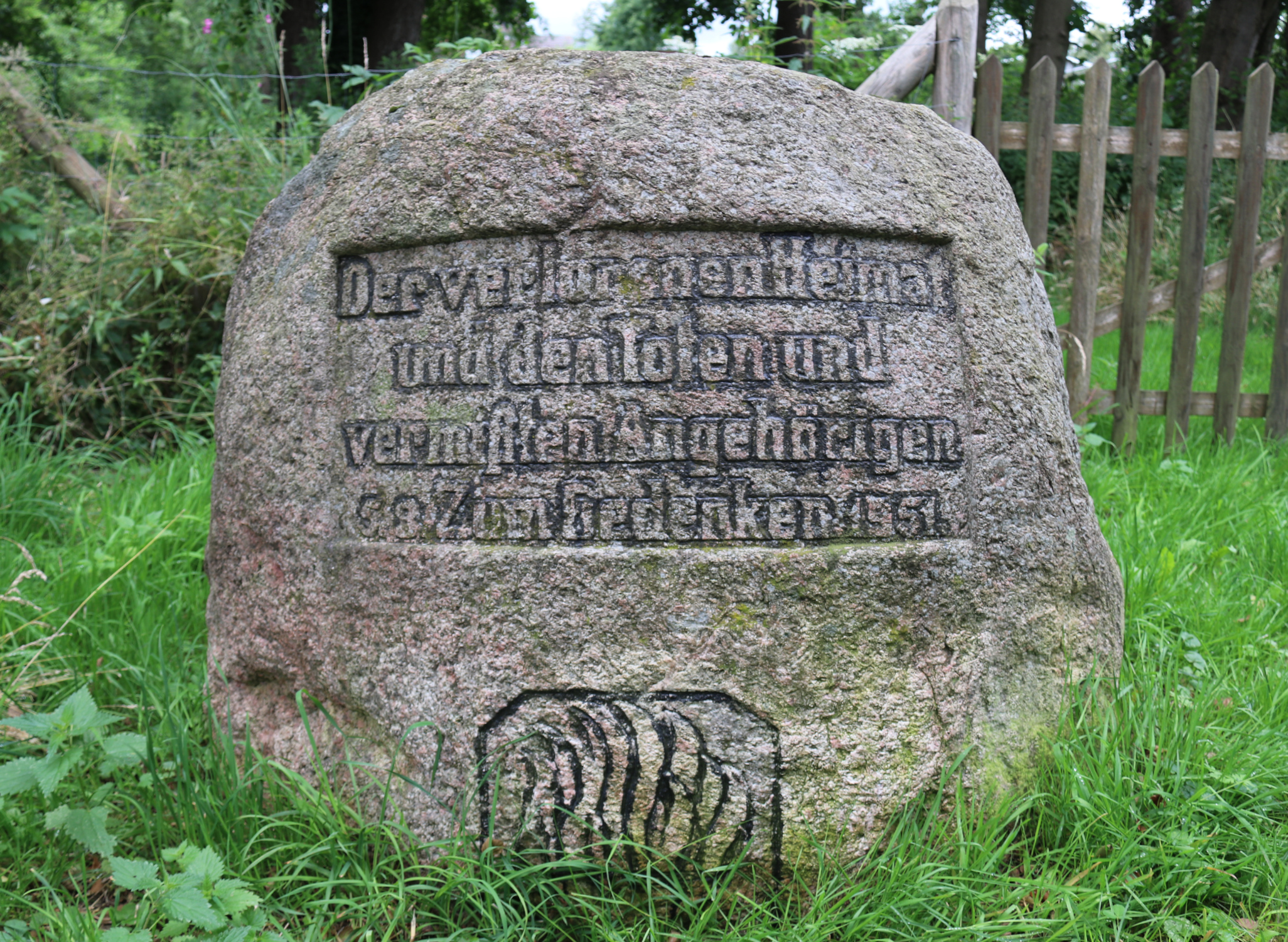
Marco Comemorativo de Klein Wittensee

Klein Wittensee é um município da Alemanha, localizado no distrito de Rendsburg-Eckernförde, estado de Schleswig-Holstein.